# Децим Юний Силан (монетен магистър)
Вижте пояснителната страница за други личности с името Юний Силан.
Децим Юний Силан (на латински: Decimus Iunius Silanus) е политик на Римската република през началото на 1 век пр.н.е.
Произлиза от клон Юний Силан на фамилията Юнии. Роднина е на Марк Юний Силан (консул 109 пр.н.е.).
Децим става Магистър на Монетния двор. Баща е на Марк Юний Силан (претор 77 пр.н.е.) и Юния Прима. Дядо е на Марк Юний Силан, който е консул през 25 пр.н.е.